# Región de los Santanderes
Los Santanderes en ocasiones llamado Gran Santander se conoce a una región geográfica, histórica, cultural y económica de Colombia. Está compuesta por el departamento de Santander y el departamento de Norte de Santander, los cuales deben su nombre al prócer de la Independencia de Colombia, el General Francisco de Paula Santander.
La región está ubicada al nororiente del país y sus ciudades más reconocidas en el ámbito nacional son Bucaramanga y Cúcuta.

## Historia
El territorio actual que compone al departamento de Santander, y al departamento de Norte de Santander estaba originalmente poblado por varios grupos indígenas a la llegada de los españoles: los yariguíes y agataes habitaban la región del Magdalena Medio en el departamento de Santander; los guanes ocupaban la parte media de la cordillera oriental, los chitareros y los laches las partes altas de las montañas del oriente de Santander y suroccidente y suroriente de Norte de Santander; los chipataes alrededor de la población Chipatá y los motilones que habitaban exclusivamente lo que hoy se conoce como el departamento de Norte de Santander, y de quienes se sabe eran antropófagos, se ubicaban principalmente en la zona de frontera con Venezuela.[cita requerida] El primer conquistador que se internó por estas tierras fue el alemán Ambrosio Alfinger, quien se enfrentó a la brava resistencia de los indígenas y fue abatido por estos.[cita requerida]
Las primeras poblaciones surgieron como 'pueblos de indios', es decir, asentamientos donde se reunía a los indios con el fin de dominarlos fácilmente y a la vez facilitar las labores de evangelización. Sin embargo, con el tiempo se fue imponiendo el feraz mestizaje en todo el territorio.
Ciudades como Charalá, Oiba y Curití nacieron como 'pueblos de indios'. Otras poblaciones importantes como Girón, Ocaña, Pamplona, San Gil, Socorro y Zapatoca fueron "pueblos de blancos" fundados y habitados mayoritariamente por españoles y criollos (blancos hijos de españoles nacidos en territorio americano) y en menor medida por mestizos.[cita requerida]
Estos asentamientos afianzaron poco a poco la colonización y poblamiento del territorio durante el periodo colonial, en lo que contribuyó en gran medida la construcción de vías y caminos. La economía estaba ligada al cultivo de la tierra, en el que adquirió gran importancia el cultivo del tabaco, y con el tiempo se desarrolló un activo comercio consolidándose en la región una producción artesanal que llegó a estar entre las más importantes del país durante el siglo XIX. Los comerciantes de tabaco también distribuían las artesanías, como sombreros, telas y tejidos que llegaron a cubrir buena parte de la demanda nacional. Poblaciones como Vélez, San Gil, Socorro y Zapatoca crecieron gracias a la actividad artesanal. Por ejemplo, en 1778 había en el Socorro 15 000 habitantes, frente a 3000 que tenía Tunja, ciudad de la cual dependía políticamente, con lo cual se estableció la nueva provincia siendo una de las más importantes dada su naciente industria artesanal.[cita requerida] Durante la época virreinal se constituyeron dos provincias en la zona, la de Nueva Pamplona y la de El Socorro, en el norte y sur respectivamente, con sus capitales en las ciudades homónimas.[cita requerida]
En estas condiciones sociales y económicas se produjo en 1781 la insurrección de los comuneros, alzamiento significativo de la población que hacía parte de la entonces llamada Nueva Granada contra la Corona española. El germen de libertad sembrado en esta rebelión perduró y fue uno de los factores desencadenantes más determinantes de la posterior guerra por la Independencia de Colombia, en la que los patriotas santandereanos contribuyeron enormemente al triunfo de la Campaña Libertadora.[cita requerida] Tras la independencia, se renombró la zona como Santander en honor al general Santander, prócer de la independencia de Colombia, nacido en Cúcuta, una de las localidades de la región, estableciendo la capital en Bucaramanga.
El proceso de consolidación de la república en el siglo XIX se vio afectado en toda Colombia por una sucesión de guerras civiles, varias de las cuales se originaron en el Estado Soberano de Santander, donde los liberales radicales establecieron su mayor fortaleza política. La última guerra fue la llamada Guerra de los Mil Días, entre 1899 y 1902, que tuvo su origen en este departamento y una de sus principales batallas en Palonegro, donde hoy se asienta el aeropuerto de Bucaramanga.
Vale la pena mencionar la importancia que tuvo en el desarrollo de la región en la segunda mitad del siglo XIX el inmigrante alemán Geo von Lengerke, quien, junto a otros inmigrantes, impulsó el desarrollo artesanal e industrial y promovió la adopción de las técnicas modernas en el comercio; además, impulsó el mantenimiento y creación de los llamados caminos reales (vías en algunos casos precolombinas, que interconectaban el territorio), por los cuales se hacía posible llevar las mercancías a Puerto Wilches para embarcarlas a Europa a través del Magdalena.[cita requerida]
Hoy en día, esta región, que alguna vez fue una sola unidad territorial, posee una organización territorial comprendida en dos departamentos: Santander y Norte de Santander, este último creado en 1905 segregándolo del otro y estableciendo como capital a Cúcuta.

## Geografía
Su geografía comprende la cordillera oriental y el valle del río Magdalena. El departamento de Norte de Santander limita al norte y al oriente con Venezuela.[cita requerida]
La geografía de esta vasta región es predominantemente montañosa, la cordillera oriental la atraviesa de sur a norte ramificándose en el nudo de Santurbán que alberga algunos de los últimos páramos altamente amenazados por la acción humana, donde nacen ríos como el Suratá, uno de los más importantes de la región, que abastecen a la ciudad de Bucaramanga y otras poblaciones aledañas.[cita requerida]
El páramo de Berlín es el único páramo seco en Colombia, se caracteriza por su exuberante y exótica vegetación, que ha venido siendo afectado por el cultivo de papa y cebolla, que se lleva a cabo en gran parte de los corregimientos establecidos allí.[cita requerida]
El Cañón del Chicamocha es una región predominantemente seca en el centro de Santander en donde el río Chicamocha ha esculpido junto con el aire las montañas, formándose un paisaje único y característico en toda Colombia; aledaños al cañón se encuentran muchas cuevas formadas por la acción de corrientes subterráneas, y más hacia el sur se encuentran bosques, ríos y cascadas que en los últimos años se han convertido en destinos turísticos de proyección internacional.[cita requerida]
La serranía de los yariguíes o de los cobardes es una formación montañosa más al occidente separada de la cordillera oriental por la olla del río Suárez, en cuyas estribaciones se encuentra el parque nacional Yariguíes, creado con el fin de preservar una de las últimas selvas de Santander en donde sobreviven varias especies endémicas al borde de la extinción.[cita requerida]
El valle del Magdalena Medio está delimitado por la serranía de los Yariguíes y es una gran llanura de tierras bajas que se va haciendo más amplia hacia el norte y es atravesada por los ríos Lebrija y Sogamoso (confluencia del río Chicamocha con el río Suárez). Estos ríos, junto con las zonas inundables del río Magdalena, forman gran cantidad de lagos y espejos de agua.[cita requerida]

## Etnografía y cultura
Los habitantes que conforman esta región son mezcla de españoles con indígenas guanes, yariguíes, agataes, chitareros, chipataes y laches en el departamento de Santander y de motilones, entre otros, en el departamento de Norte de Santander. En el siglo XIX llegaron alemanes y otros inmigrantes europeos que se mezclaron con los habitantes de la región en el departamento de Santander y en la provincia de Ocaña en Norte de Santander, dando origen a un feraz mestizaje entre personas, dando como resultado que la mayoría de los habitantes de la región sean trigueños (o mestizos) castizos y blancos, con minorías destacadas de poblaciones de piel morena y afrodescendientes (provenientes en buena medida del Caribe y el Pacífico colombianos y de poblaciones ribereñas del departamento de Santander, como Barrancabermeja, así como de otros territorios americanos y del mundo en general), al igual que pequeñas minorías de gitanos, estadounidenses, judíos, levantinos, arábigos y asiáticos.[cita requerida]
La variedad del idioma español hablado en la región es el español santandereano (o tachirense como se denomina en el vecino Estado Táchira en Venezuela).[cita requerida]

## Deportes
El deporte con mayor afición en la región santandereana es el fútbol, y cuenta con varios equipos en las diferentes categorías. En la Primera A del Fútbol Profesional colombiano se encuentra el Atlético Bucaramanga, el Cúcuta Deportivo, y el Alianza Petrolera de Barrancabermeja. Los dos primeros son campeones de la Liga Colombiana de Primera División. El Real Santander de Floridablanca (antes de cambiar de sede a San Andrés), ha tenido participación en la categoría B, en representación de la región. El Deportivo Oronegro de Barrancabermeja que jugó en la A, en 1971, y el Real Floridablanca; por San Gil, el Real Sociedad de San Gil. En la categoría C son representantes de Norte de Santander el Cúcuta Deportivo B, Linces de Pamplona y Paz y Futuro.[cita requerida]
En fútbol de salón o microfútbol se encuentran los equipos de Bucaramanga FSC y el Independiente Santander también de Bucaramanga, así como el Motilones de Pamplona.[cita requerida]
El baloncesto también tiene mucha afición en esta región. Sus dos principales equipos son Búcaros, Hormigueros y Leopardos de la ciudad de Bucaramanga, y el equipo de Norte que juega por Cúcuta.[cita requerida]